# Volo Xiamen Airlines 8667
Il volo Xiamen Airlines 8667 era un volo passeggeri di linea internazionale da Xiamen, Cina, a Manila, Filippine. Il 16 agosto 2018, un Boeing 737-800 operante il volo è uscito di pista mentre tentava di atterrare all'aeroporto Internazionale di Manila-Ninoy Aquino. L'incidente si è verificato alle 23:55 (UTC+8).
Sebbene nell'incidente nessuno abbia perso la vita, circa 280 voli sono stati dirottati verso aeroporti vicini o cancellati. La pista 06/24 è stata chiusa dal momento dell'incidente fino alle 05:00 del 18 agosto 2018 (UTC+8). Uno dei motori del 737-800 si è staccato dall'aereo.
L'equipaggio ha affermato che la pioggia estremamente forte ha ostacolato l'avvicinamento visivo alla pista; tuttavia, le trascrizioni tra il controllore del traffico aereo e i piloti non hanno riportato nulla di insolito.

## L'aereo
Il velivolo coinvolto nell'incidente era un Boeing 737-800, marche B-5498, numero di serie 37574, numero di linea 3160. Volò per la prima volta il 14 gennaio 2010 e venne consegnato a Xiamen Airlines due settimane dopo, il 28 gennaio. Al momento dell'incidente, l'aereo aveva poco meno di nove anni. Nell'uscita dalla pista, il Boeing è stato danneggiato irreparabilmente.

## L'incidente
L'incidente è avvenuto intorno alle 23:55 Philippine Standard Time (UTC+8), durante il secondo tentativo di avvicinamento dell'aereo all'aeroporto Internazionale di Manila-Ninoy Aquino. L'equipaggio aveva tentato di atterrare sulla pista 24 quindici minuti prima, ma aveva dovuto effettuare una riattaccata a causa del maltempo; nel secondo avvicinamento, i piloti hanno perso il contatto con la torre di controllo.
Al momento dell'incidente, un forte temporale con forti venti e scarsa visibilità imperversava sull'aeroporto. Il velivolo è scivolato fuori dal bordo sinistro della pista e si è fermato sul terreno morbido con il carrello principale sinistro e il motore sinistro staccati dalla fusoliera principale. L'aereo è stato demolito a seguito dell'incidente.
I 157 passeggeri e 8 membri dell'equipaggio a bordo sono stati evacuati e nessuno di loro ha riportato alcun tipo di lesione.
Due minuti dopo l'incidente, il piano di emergenza n.1 dell'aeroporto è stato immediatamente attivato, con tutti i camion dei vigili del fuoco disponibili inviati sul luogo dell'incidente, seguiti dalla polizia aeroportuale e dal team medico per l'assistenza dei feriti.
Alle 02:10 del fuso orario filippino, l'autorità per l'aviazione civile delle Filippine (CAAP) è arrivata per raccogliere prove e rimuovere la scatola nera dall'aereo, impiegando 4 ore. Successivamente, l'aeroporto ha rimosso l'aeromobile dalla pista utilizzando una gru telescopica. Il processo di rimozione dell'aereo è durato circa 26 ore. Al 16 novembre 2019, l'aeromobile danneggiato rimane su un piazzale dell'aeroporto coperto da un telone, appoggiato su un lato a causa del motore mancante.

## Le indagini
L'Aircraft Accident Investigation and Inquiry Board (AAIIB) dell'Autorità per l'aviazione civile delle Filippine (CAAP) ha avviato un'indagine sull'incidente, insieme al Comitato investigativo per la sicurezza del volo (FSIC), per determinare le possibili violazioni della regolamentazione aerea civile di XiamenAir. Anche il Comitato dei trasporti e delle infrastrutture della Camera degli Stati Uniti ha condotto un'indagine indipendente sull'incidente.
Le scatole nere dell'aeromobile sono state inviate a Singapore per la decodifica; l'AAIIB ha dichiarato che si trovavano in buone condizioni, ma ha anche riferito che, a causa delle regole dell'aviazione filippina, è stato loro impedito di rivelare il contenuto fino a quando il rapporto finale non sarà presentato dalle autorità.
In una sintesi non datata dell'indagine sull'incidente, resa pubblica l'8 agosto 2019, la CAAP ha concluso che l'incidente era stato causato dalla decisione del comandante di procedere con l'atterraggio di un avvicinamento non stabilizzato con riferimenti visivi insufficienti. Inoltre, ha rilevato che il comandante non aveva applicato pratiche corrette di gestione delle risorse dell'equipaggio quando ha ignorato la richiesta di una riattaccata da parte del primo ufficiale. L'inchiesta ha rilevato che tra i fattori che hanno contribuito all'incidente c'è la mancata discussione da parte dell'equipaggio delle strategie per affrontare il maltempo, le condizioni di vento laterale, la possibilità di un wind shear a bassa quota e le informazioni NOTAM sulle luci di pista fuori servizio. La CAAP ha rilevato l'inadeguatezza della politica della compagnia aerea in merito alla procedura di go-around e ha riscontrato violazioni nella progettazione e nella costruzione della pista, che presentava superfici irregolari e ostacoli di cemento.